# 마쓰다이라 노부시게 (마쓰다이라 향 마쓰다이라 가)
마쓰다이라 노부시게(일본어: 松平信茂, ? ~ 1533년)는 센고쿠 시대에 활약한 무장으로, 마쓰다이라 향 마쓰다이라 가의 5대 당주 마쓰다이라 가쓰시게의 장남이다. 아버지와 함께 이와즈 성(岩津城) 밖에서의 전투에 참전했지만 전사하여, 가독은 동생 노부요시가 이었다.